# Sandpits British Cemetery
Sandpits British Cemetery is een Britse militaire begraafplaats met gesneuvelden uit de Eerste Wereldoorlog gelegen in de gemeente Labeuvrière in het Franse departement Pas-de-Calais. De begraafplaats ligt 850 m ten zuidwesten van dorpscentrum vlak bij het Bois des Carrières. Ze werd ontworpen door Edwin Lutyens en wordt onderhouden door de Commonwealth War Graves Commission. De begraafplaats heeft een bijna driehoekige vorm en is te bereiken langs een landweg van ongeveer 500 m vanaf de Rue des Poteries. Het Cross of Sacrifice staat in de westelijke hoek.
De begraafplaats werd gestart door het XIII Corps bij de opmars van het Duitse leger tijdens het lenteoffensief in april 1918 en bleef in gebruik tot september 1918.
Er liggen 393 Britten en 1 Indiër begraven.

## Graven

### Onderscheiden militairen
- Kenneth Hugh Lowden Arnott, luitenant-kolonel bij het East Lancashire Regiment werd onderscheiden met de Distinguished Service Order en het Military Cross (DSO, MC).
- John Coventry Bromhall, majoor bij het Machine Gun Corps werd tweemaal onderscheiden met het Military Cross (MC and Bar).
- Leon Thomas Victor Barnes, majoor bij de King's Shropshire Light Infantry; Alec William Gordon, majoor bij de Royal Engineers; David Drummond Bowie, kapitein bij de King's Shropshire Light Infantry; Eric Fulton Harvie, kapitein bij de Gordon Highlanders; Horace Vincent Blight, luitenant bij het Army Service Corps; G. B. Burridge, luitenant bij de Royal Field Artillery en John Drayson, compagnie sergeant-majoor bij de Northumberland Fusiliers werden onderscheiden met het Military Cross (MC).
- C. Brooks, sergeant bij de King's Shropshire Light Infantry ontving de Distinguished Conduct Medal (DCM).
- er zijn nog 10 militairen die werden onderscheiden met de Military Medal (MM).

### Minderjarige militair
- soldaat A. Edington van de Royal Scots Fusiliers was 17 jaar toen hij op 4 mei 1918 sneuvelde.

### Alias
- sergeant Fred Harrison-Hawkey diende onder het alias Fred Harrison bij de Northumberland Fusiliers.

### Gefusilleerde militair
- Patrick Murphy, soldaat bij het 47th Bn. Machine Gun Corps, werd wegens desertie gefusilleerd op 12 september 1918.[1]